# Terra di Guglielmo II

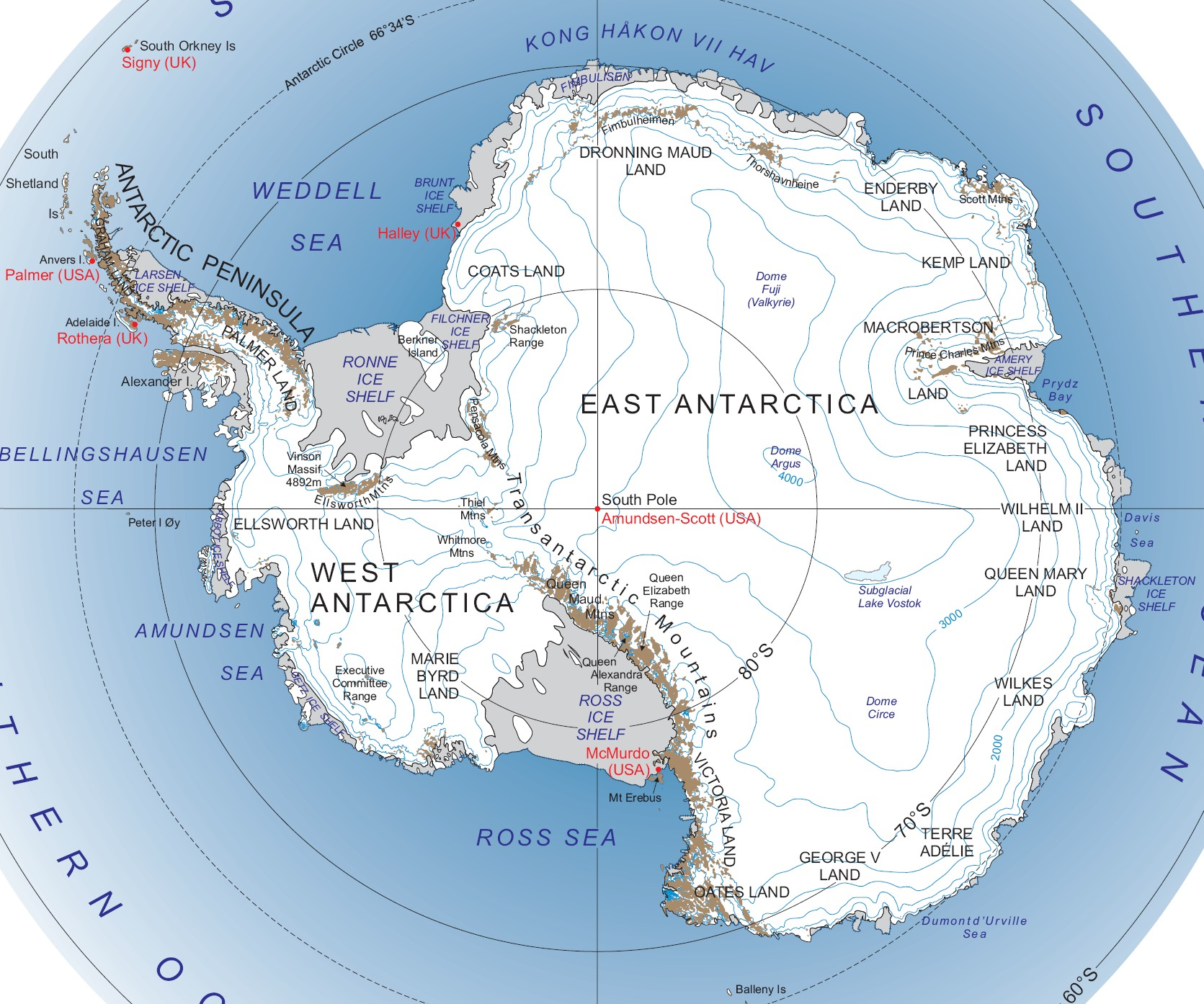
Le principali suddivisioni dell'Antartide.

La Terra di Guglielmo II, o costa di Guglielmo II, (centrata alle coordinate 67°00′S 90°00′E) è una porzione della costa antartica. In particolare, la Terra di Guglielmo II si estende tra capo Filchner (66°27′S 91°54′E), a est, e capo Penck (66°43′S 87°43′E), a ovest, e confina a est con la costa di Leopold e Astrid (e quindi con la Terra della Principessa Elisabetta) e a ovest con la costa della Terra della Regina Maria.
Davanti alla parte più occidentale della costa, a cominciare dalla baia di Posadowsky (66°43′S 87°43′E), si estende parte della piattaforma di ghiaccio Ovest, che poi continua, nella sua lunghezza di circa 288 km, verso ovest fino alla baia di Barrier (67°45′S 81°15′E), nella Terra della Principessa Elisabetta.

## Storia

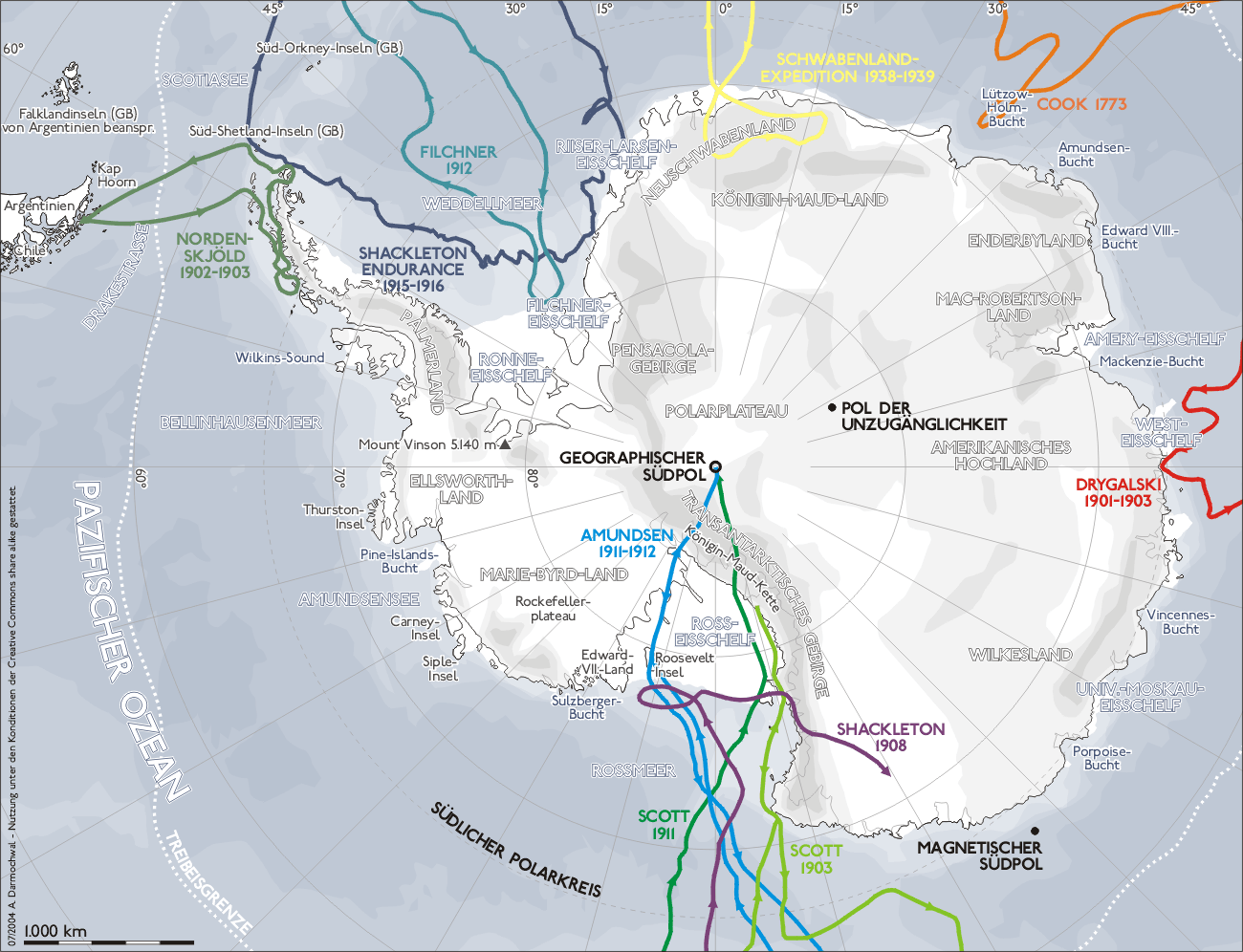
In rosso la rotta seguita dalla spedizione di Drygalski.

La Terra di Guglielmo II è stata scoperta il 22 febbraio 1902 durante la spedizione Gauss (1901-1903) (nota anche come prima spedizione tedesca), comandata da Erich Dagobert von Drygalski (1865–1949), professore di geologia e veterano dell'esplorazione antartica. Drygalski la battezzò con il suo attuale nome in onore dell'imperatore Guglielmo II di Germania che aveva finanziato la spedizione con 1,2 milioni di marchi d'oro.
Nella baia dove la spedizione di Drygalski ebbe il suo accampamento fino al 8 febbraio 1903 è presente il monte Gauss, un vulcano alto 371 m e ormai estinto che fu così chiamato in onore del matematico e fisico tedesco Carl Friedrich Gauss.
L'Unione Sovietica costruì una base di ricerca in questa regione, la Stazione Sóvetskaya, inaugurata il 16 febbraio del 1958 e abbandonata meno di un anno dopo, il 9 gennaio 1959.